# Park So-hee
Park So-hee (박소희), née le 24 mars 1978, est une auteur de manhwa et a, entre autres, écrit Palais, connu aussi sous le nom de Goong. 
Ce manhwa a été adapté à la télévision en 2006  en une comédie romantique, Les Heures d'une princesse.